# کاوازاکی نینجا زدایکس-۲۵آر
کاوازاکی نینجا زدایکس-۲۵آر (به انگلیسی: Kawasaki Ninja ZX-25R) یک موتورسیکلت اسپرت ۲۴۹ سی‌سی چهارسیلندر از سری نینجا با قدرت ۵۰ اسب بخار که توسط سازنده موتورسازی ژاپنی کاوازاکی در سال ۲۰۲۰ معرفی شده است.
این موتورسیکلت با داشتن یک انجین چهارسیلندر خطی ۲۴۹ سی‌سی مشخص می‌شود، بنابراین موتوری با حجم بسیار کم اما با تقسیم‌بندی چند سیلندر، توسط یک سیستم تزریق الکترونیکی غیر مستقیم چند نقطه‌ای با توزیع (میل بادامک دوگانه بالای سر) و ۱۶ سوپاپ، (چهار سوپاپ برای هر سیلندر) تغذیه می‌شود. این موتورسیکلت در حدود ۵۰ اسب بخار قدرت دارد و می‌تواند به ۱۷٫۰۰۰ دور در دقیقه برسد. قدرت را می‌توان با کمک جعبه هوا به ۵۱ اسب بخار در ۱۵٫۵۰۰ دور در دقیقه افزایش داد و حداکثر گشتاور به ۲۲٫۹ نیوتن متر (۲٫۳ کیلوگرم بر متر) در ۱۴٫۵۰۰ دور در دقیقه می‌رسد.

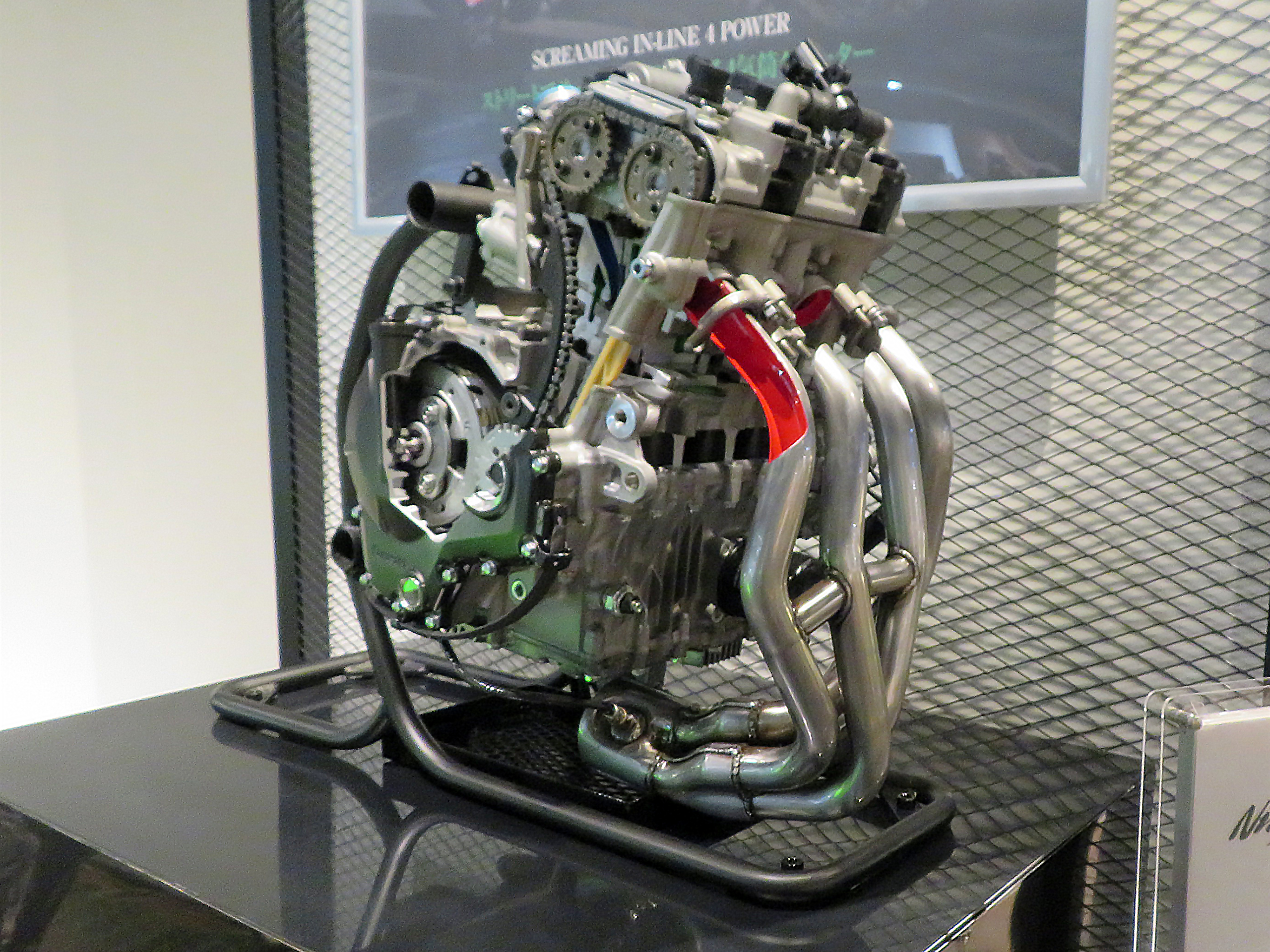
تصویر انجین نینجا ۲۴۹ سی‌سی چهارسیلندر

این موتورسیکلت برای اولین بار در نمایشگاه خودروی توکیو در سال ۲۰۱۹ به نمایش درآمد تا سپس در ۱۰ ژوئیه ۲۰۲۰ در بازار آسیا عرضه شود. برای سال ۲۰۲۳، به روز رسانی‌های زیادی دریافت کرده است.

## زدایکس-۲۵آر در ایران
این موتور در سال ۱۴۰۰ به نمایندگی شرکت کویر موتور وارد بازار ایران شد و با وجود برچسب قیمتی ۶۰۰ میلیون تومنی مورد استقبال خوبی قرار گرفت و در همون پیش فروش اولیه تمام مدل‌های موجود فروخته شدن، و عنوان غول پلاک ملی را در بازار ایران دریافت کرد.